# Heiligenschein
Heiligenschein (del alemán para «halo» o «aureola», pronunciado /ˈhaɪlɪɡənˌʃaɪn/) es un fenómeno óptico en el que aparece un punto brillante alrededor de la sombra de la cabeza del espectador en presencia de rocío. En fotogrametría y teledetección, se conoce más comúnmente como el punto de acceso. También es ocasionalmente conocido como el halo de Cellini en honor al artista y escritor italiano Benvenuto Cellini (1500-1571), quien describió el fenómeno en sus memorias en 1562.

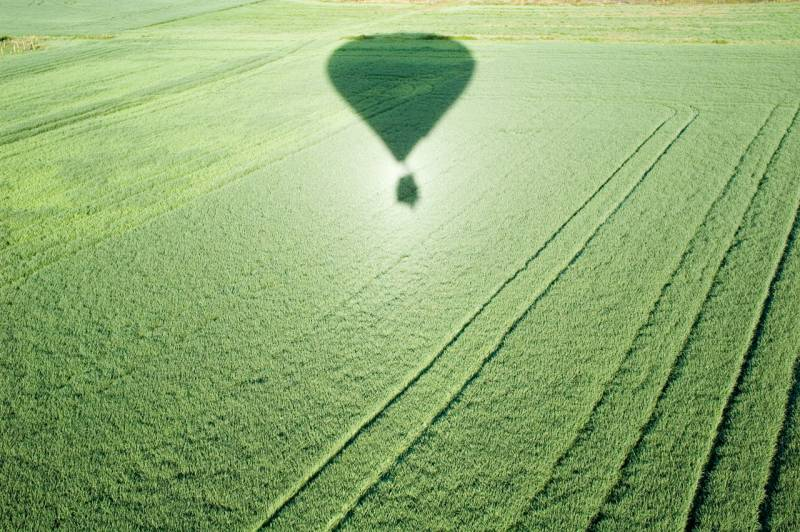
Heiligenschein, o punto caliente, alrededor de la sombra de un globo de aire caliente sobre un campo de cultivo (Oxfordshire, Inglaterra)

Las gotas de rocío casi esféricas actúan como lentes para enfocar la luz en la superficie detrás de ellas. Cuando esta luz se dispersa o se refleja en esa superficie, la misma lente vuelve a enfocar esa luz en la dirección de donde proviene. Esta configuración a veces se denomina retrorreflector de ojo de gato. Cualquier superficie retrorreflectante es más brillante alrededor del punto antisolar. 
El efecto de oposición y gloria son efectos similares causados por diferentes mecanismos. 